# Banksinsel
Die Banksinsel (englisch Banks Island) ist die fünftgrößte Insel Kanadas, steht an 24. Stelle der größten Inseln der Welt und ist die westlichste Insel im kanadisch-arktischen Archipel.
Sie wurde zu Ehren des berühmten englischen Naturforschers Sir Joseph Banks benannt und gehört zur Region Inuvik der Nordwest-Territorien. Entdeckt wurde sie von Frederick William Beechey, der als Leutnant unter dem britischen Polarforscher Sir William Edward Parry bei dessen Expedition 1819/20 diente.

## Geographie
Die 12 bis 50 km breite Prince-of-Wales-Straße trennt die Banksinsel im Osten von der Victoria-Insel.
Die McClure-Straße im Norden trennt sie von der Prinz-Patrick-Insel und der Melville-Insel, der Amundsen-Golf im Süden vom kanadischen Festland. Im Westen grenzt die Insel an die Beaufortsee. Sie liegt auf etwa 71° bis 75° nördlicher Breite und 115° bis 126° westlicher Länge, ist 70.028 km² groß (das entspricht ungefähr der Größe Bayerns), 400 km lang und 180 bis 290 km breit. Die Insel wird von Inuit bewohnt, heute ist die einzige Siedlung Sachs Harbour an der Südwestküste (2021: 104 Einwohner). Der Rest der Insel wird nur gelegentlich von Trappern besucht.
Die Landschaft besteht zum größten Teil aus Tiefland, nur im Osten gibt es mit den Durham Heights bis 730 m hohes Bergland, bei der Vegetation herrscht Tundra vor.

## Fauna
Die Fauna besteht aus großen Herden von Moschusochsen. Das Flusstal des Thomsen River ist der weltweit wichtigste Lebensraum für diese Tiere. Außerdem leben Polarfüchse, Schneehühner, Raben und einige Herden der gefährdeten Peary-Karibus auf der Insel. 1961 wurden zwei Schutzgebiete für Zugvögel (Banks Island Migratory Bird Sanctuary I und II) eingerichtet, die von BirdLife International auch als Important Bird Areas NT017 und NT043 ausgewiesen werden. An der Mündung des Egg River in den Big River im Südwesten der Banksinsel befindet sich eine der größten Brutkolonien der Kleinen Schneegans mit 479.500 Vögeln im Jahr 1995. Insgesamt leben 43 verschiedene Vogelarten zeitweilig auf der Insel. Heute schützt der Aulavik-Nationalpark 12.274 km² arktisches Tiefland im Norden der Insel, darunter auch das Tal des Thomsen River, der einer der nördlichsten schiffbaren Flüsse Nordamerikas ist.

## Geschichte
Die Besiedlung des Großraumes durch Inuit begann bereits vor 2000 v. Chr. Die ältesten archäologischen Funde auf der Banksinsel gehören der Prä-Dorset-Kultur an und ließen sich in die Zeit um 1500 v. Chr. datieren. Dabei handelt es sich um Feuersteinschaber, Spitzen von Knochenharpunen und Nadeln. Hinzu kommen die Knochen von Hunderten von Moschusochsen. Allein an der Fundstätte Umingmak fanden sich die Schädel von 73 Tieren. Gejagt wurde im Frühjahr und Sommer, wie die gleichzeitige Anwesenheit bestimmter Zugvögel erwies.
In der Zeit zwischen 800 v. Chr. und 1000 n. Chr. lassen sich nur an wenigen Stellen im Süden der Insel menschliche Aktivitäten belegen. Die Artefakte tragen sowohl Züge der Östlichen Arktischen Dorset-Kultur, als auch solche der westlichen Kulturen. Auch hier spielte die Jagd auf Moschusochsen eine erhebliche Rolle. Neben Ellesmere Island und Nordgrönland war die Banksinsel das wichtigste Gebiet für die Tiere.
Angehörige der Thule-Kultur bewohnten Teile des Küstensaums der Insel zwischen 1000 und 1500. Ihre Basis war jedoch eher die Jagd auf Grönlandwale und Ringelrobben. Wohl eher auf einer Art Jagdexpeditionen wurden auch Moschusochsen im Norden gejagt, menschliche Siedlungsspuren fanden sich dort demzufolge nicht.
Wohl bedingt durch die Kleine Eiszeit wurde die Banksinsel bis in das 17. Jahrhundert aufgegeben. Von da an lebten mehrere untereinander in Beziehung stehende Inuit-Thule-Gruppen auf der Insel, die sich anhand ihrer Artefakte unterscheiden lassen. Eine dieser Gruppen, die Mackenzie Inuit oder Inuvialuit, ließen Fundstätten an der Südküste zurück, die sich in die Zeit vom 17. bis in die Mitte des 19. Jahrhunderts datieren ließen.
Die europäischen Forschungsreisen begannen im frühen 19. Jahrhundert. 1820 sichteten Angehörige der Expedition von Admiral William Edward Parry Land südwestlich der Melville-Insel. Die nur gesichtete Insel wurde zu Ehren von Joseph Banks, dem englischen Naturforscher, Botaniker und Pionier der Naturwissenschaften sowie Präsidenten der Royal Society of London „Banksland“ genannt.

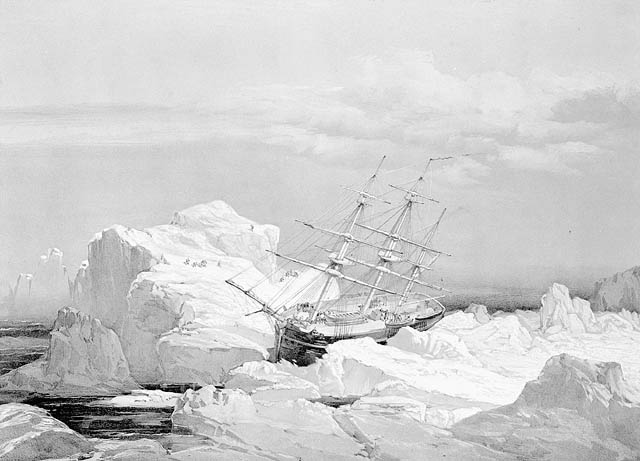
Die Investigator im Packeis, 1851

Auf der Suche nach Überlebenden der Franklin-Expedition führte es den britischen Seefahrer Robert McClure 1850 zur Banksinsel. Beim Passieren der Prince-of-Wales-Straße wurde sein Segelschiff Investigator vom Eis eingeschlossen, und die Crew überwinterte dort notgedrungen. Beim Zurückweichen des Eises im folgenden Frühjahr entdeckte McClure die Insel und bezeichnete sie auf seiner Karte offenbar in Unkenntnis als Baring Island. Er begann die Insel zu umrunden, wurde aber im September 1851 in der Mercy Bay, einer Bucht im Norden der Insel, erneut durch Packeis gestoppt. Fast drei Jahre harrte die Mannschaft dort aus, dann begaben sich die Schiffbrüchigen mit Schlitten zur Melville-Insel, wo sie von der HMS Resolute gerettet wurden. Sie überließen das Schiff sich selbst, das später sank und 2010 von kanadischen Archäologen mittels Sonargeräten in etwa acht Metern Tiefe wiederentdeckt wurde.
Zwischen 1855 und 1890 besuchten Copper Inuit von der Victoria-Insel die Gegend um die Mercy Bay, die Material sammelten, das McClure zurückgelassen hatte. Auch sie jagten Karibus und Moschusochsen, wie zahlreiche sogenannte food caches erweisen. Im 20. Jahrhundert suchten wiederum häufig Inuvialuit die Banksinsel auf, weil dort große Fuchspopulationen bestanden, deren Felle zwischen dem Mackenzie Delta und Nord-Alaska gehandelt wurden. Im Zuge dieser Pelztierjagd entstand Sachs Harbour, die einzige Siedlung auf der Insel. 2006 hatte sie 122 Einwohner.
Auf der Banksinsel wurde 2013 der erste Grizzly-Eisbär-Hybride (durch einen Hobbyjäger) erlegt, der einwandfrei durch einen DNA-Test als solcher identifiziert werden konnte.